# Телепов, Николай Алексеевич
Николай Алексеевич Телепов (23 февраля 1916, с. Песчанокопское, Ростовский округ, область Войска Донского — 30 октября 2001, Париж, Франция) — советский живописец, член Санкт-Петербургского Союза художников (до 1992 года – Ленинградской организации Союза художников РСФСР).

## Биография
Родился в 1916 году в селе Песчанокопское неподалёку от Ростова-на-Дону в крестьянской семье. По рассказу художника, его отец, Телепнев Алексей Михайлович, служил матросом на броненосце «Потёмкин» и за участие в восстании был осуждён, но затем помилован указом Временного Правительства (у внучатой племянницы Телепова Николая Алексеевича, известной писательницы Ольги Фер, сохранился документ, это подтверждающий). Мать художника, Евдокия, была неграмотной крестьянкой. По семейному преданию, она случайно или намеренно записала трёх младших детей под слегка изменённой фамилией отца. Так Николай Телепнев стал Телеповым. В революцию и гражданскую войну не сохранилось никаких документов, подтверждающих дату рождения младшего сына. Поэтому, когда пришло время получать паспорт, Николай сам выбрал дату рождения: 23 февраля — День рождения Красной Армии.
Окончив в 1933 году школу, он уехал в Краснодар, где поступил в Художественное училище. Окончив его в 1937 году, переехал в Ленинград, где поступил в подготовительные классы при Ленинградском институте живописи, скульптуры и архитектуры, а в 1939 году стал студентом института. Однако вскоре его призвали в Красную Армию.
Участвовал в войне с Финляндией, а затем в Великой Отечественной войне. Участвовал в обороне Ленинграда, служил в артиллерийской разведке. После демобилизации в 1945 году вернулся на первый курс живописного факультета института, который окончил в 1951 году по мастерской В. М. Орешникова с присвоением звания художника живописи. Дипломная работа — историческая картина «Ленин на 3-м съезде Комсомола». Впоследствии художник неоднократно возвращался к теме своей дипломной картины, создав несколько её новых вариантов.
После окончания института в 1952–1954 годах занимался в аспирантуре под руководством Б. В. Иогансона. Участвовал в выставках с 1951 года. Писал портреты, жанровые картины, натюрморты. В 1952 году был принят в члены Ленинградского Союза художников. На протяжении почти сорока лет преподавал живопись и рисунок в Средней художественной школе, ЛВХПУ имени В. И. Мухиной и художественных студиях города. В 1950–1970-е годы побывал в Пскове, Ростове, Переславле-Залесском, Новгороде, неоднократно бывал на Кавказе, на Чёрном, Азовском и Каспийском морях.
Среди созданных им произведений картины «Ленин на 3-м съезде комсомола» (1957), «Деревня», «Прясло» (обе 1958), «В театре» (1964), «Алёшка (матрос гражданского флота А. Адрианов)» (1971), «Портрет В. Кузнецова» (1972) и другие.
В 1994 году впервые посетил Францию, где жили к этому времени его дочь и внук. После смерти жены, Людмилы Фёдоровны, уехал к дочери в Париж, где провёл последние 4 года жизни. Там в Российском культурном центре Парижа в декабре 1999 года состоялась его первая персональная выставка.
Скончался 30 октября 2001 года в Париже на 86-м году жизни от обширного инфаркта. Похоронен на парижском городском кладбище Пантен.
Произведения Н. А. Телепова находятся в музеях и частных собраниях в России, Франции, Бельгии и других странах.

## Выставки
- 1957 год (Ленинград): 1917—1957. Выставка произведений ленинградских художников.
- 1958 год (Ленинград): Осенняя выставка произведений ленинградских художников.
- 1964 год (Ленинград): Ленинград. Зональная выставка.
- 1971 год (Ленинград): Наш современник. Каталог выставки произведений ленинградских художников 1971 года.
- 1972 год (Ленинград): Наш современник. Вторая выставка произведений ленинградских художников.
- Апрель 1991 года (Париж): Выставка «Русские художники».